# Kinna
Kinna es una localidad y la sede del municipio de Mark, condado de Västra Götaland, Suecia. Tenía 14.776 habitantes en 2010.
Kinna se encuentra a 30 kilómetros (18,6 mi) kilómetros (18,6 mi) sur de Borås y a 60 kilómetros (37,3 mi)  kilómetros (37,3 mi) al sureste de Gotemburgo. El Kinna original ha crecido junto con los alrededores de Skene y Örby que forman la localidad actual.

## Personas de Kinna
- Jonas Jerebko, jugador de baloncesto profesional, segundo jugador nacido en Suecia en ser seleccionado en el Draft de la NBA
- Mor Kerstin i Stämmemand-Kinna
- Oskar Palmquist, jugando para el equipo de baloncesto de la Universidad de Rutgers.[2]
- Gabriella Quevedo